# Población en equilibrio
Población en equilibrio, población estable o población constante, en demografía, es aquella población que posee un crecimiento cero de la población.

## Crecimiento cero de la población
Se le denomina crecimiento cero de la población o crecimiento poblacional cero o crecimiento nulo de la población (en inglés zero population growth), en demografía, aquella población en la que al menos durante dos tiempos o momentos distintos la diferencia neta entre los nacimientos, las muertes y la migración es cero. 
En una población con una tasa de crecimiento poblacional cero, los nacimientos más la inmigración equivalen a las defunciones más la emigración.

### Origen del término crecimiento cero de la población
La creación del término crecimiento cero de la población (zero population growth) se atribuye al demógrafo estadounidense Kingsley Davis aunque la autoría se reclama también para George Stolnitz.

## Equilibrio Demográfico
Una población puede estar en equilibrio, es decir tener una tasa de crecimiento cero aunque se produzcan cambios muy importantes en los índices de natalidad, los índices de mortalidad, las tasas de inmigración así como la distribución de edad entre los dos tiempos siempre y cuando el número de población entrante o nueva (nacimientos más inmigración) sea equivalentemente al número de población saliente o cesante (mortalidad más emigración).

### Población en equilibrio y demografía moderna
Tanto la teoría de la segunda transición demográfica como la denominada teoría de la revolución revos patrones demográficos y sociológicos con tendencia a poblaciones en equilibrio o con crecimiento cero después del crecimiento poblacional teorizado por la transición demográfica.